# Jan Abezier
Jan Abezier (zm. 11 lutego 1424) – biskup warmiński, pisarz.

## Życiorys
Mieszczanin z Torunia. Był proboszczem w Lidzbarku Warmińskim i kanonikiem kapituły warmińskiej. 8 czerwca 1415 został wybrany przez kapitułę na biskupa warmińskiego, jako następca Henryka Vogelsanga.
Sprzyjał zakonowi krzyżackiemu. Uczestniczył w Soborze w Konstancji, poparł tam Krzyżaków w sporze z królem Władysławem Jagiełłą. Brał udział w wielu negocjacjach politycznych między królem polskim i zakonem, jako reprezentant strony krzyżackiej; m.in. podpisał się pod aktem pokoju w Mielnie (27 września 1422).
Jako zwierzchnik diecezji działał w trudnych czasach. Przejmował ziemię wyczerpaną wojnami 1410 i 1414, a życzliwość okazywana zakonowi krzyżackiemu nie szła w parze z pokojowym nastawieniem Krzyżaków, m.in. wielki mistrz uzurpował sobie prawa sądowe wobec rady miasta Braniewa. Dodatkowo nieobecność biskupa w pierwszych latach sprawowania urzędu (tj. podczas pobytu w Konstancji) spowodowała znaczne rozluźnienie dyscypliny duchowieństwa i kapituł. Dla zaprowadzenia porządku Abezier przyjął na ziemiach biskupich ordynacje krajowe zakonu krzyżackiego (z 1418 i 1420), regulujące sprawy rzemiosła, handlu i służby, a także obostrzył przepisy dotyczące święcenia niedziel i świąt kościelnych.
W ostatnich latach życia stosunki biskupa z Krzyżakami uległy pogorszeniu, w 1422 Abezier udał się nawet ze skargą na wielkiego mistrza Paula von Russdorfa do papieża, nie dotarł jednak do celu podróży; został w Toruniu przekonany do zmiany decyzji i zawrócił.
Pobyt na Soborze w Konstancji biskup wykorzystał m.in. na zakup na potrzeby diecezji wielu dzieł ojców Kościoła oraz klasyków. Na czas jego urzędowania przypada również praca pierwszego na Warmii biskupa pomocniczego. Pod nieobecność Abeziera w latach 1415-1416 zarządzał diecezją Jan Kaldeborn.
Następcą Jana Abeziera na stolicy biskupiej był Franciszek Kuhschmalz.